# Formit de Perpinyà
Formit de Perpinyà era un trobador del qual no se sap absolutament res. Va viure possiblement al segle xiii. El seu nom apareix en un Cançoner en el qual se li atribueix una única cançó. El seu nom, Formit, significa "perfecte, àgil, llest", i pot indicar l'origen joglaresc d'aquest personatge de Perpinyà.
En aquesta peça seua ens trobem un enamorat en el primer estadi del seu desig amorós. Es tracta d'un fenhedor (enamorat tímid) que no s'atreveix a confessar directament l'amor a la dama que estima per por que ella no li correspongui; tot i pensar que hi poden haver altres dames que li concedirien el seu amor, el trobador manifesta que només pensa en ella, malgrat les poques esperances que té de ser correspost.
| I Un dolz deszirs amoros s'es e mon fin cor assis, dompna, qe·m ven devers vos, a cui sui del tot aclis, q'en pensan vei noich e dia lo vostre cors car e gen e·l bel dolz esgard plazen e vostr'avinen coindia. II Anc pos vi vostra faissos non aic poder qe partis mon cor ni mos pens de vos per engun'autr q'eu vis. Doncs, dompna, per merce us sia qe·us plassa, qar mon enten hai en vos tan fermamen qe partir no m'en poria. III Anz vos voil mais en perdos amar q'autra dos jauzis, pos Amors me diz qe vos conqerra, pos m'a conquis, e·m diz qez ha seignoria qe m'en pot dar jauzimen, pero cella e suffren vos amarai tota via. IV E si eu·s ausav'a rescos dir com vos sui del tot fis, assatz auria de vos, dompna; mas aisso m'es vis, qe s'ieu ren vos en disia qe·l vostre cors car e gen m'en fos loignatz, per q'aten qe merces tot vos lo dia. | I Un dolç desig amorós ha pres possessió de mon cor lleial, senyora, que em ve de vós, a qui estic del tot obligat, que en pensament veig nit i dia el vostre cos estimat i gentil i el bell dolç esguard plaent i vostra amable condició. II D'ençà que vaig veure les vostres faccions no vaig tenir poder que allunyés mon cor i mos pensaments de vós per cap altra que jo vegés. Així, senyora, feu la mercè que us plagui, perquè el meu enteniment tinc amb vós tan firmament que allunyar-me'n no podria. III Ans us vull sense compensació estimar que a una altra de la qual gaudís, perquè Amor em diu que us conquerirà, ja que m'ha conquerit, i em diu que té el domini que em pot donar goig, però callant i sofrint us estimaré tota la vida. IV I si jo gosés d'amagat dir com us sóc del tot fidel, prou obtindria de vós, senyora; però em sembla que si jo alguna cosa us digués el vostre cos estimat i gentil se m'allunyaria, pel que espero que la pietat tot us ho digui. |